# Osvaldo Sáez
Osvaldo Sáez Álvarez (1923. augusztus 13. – 1959) chilei labdarúgó-fedezet.